# Aspidoras velites
Aspidoras velites is een straalvinnige vissensoort uit de familie van de pantsermeervallen (Callichthyidae). De wetenschappelijke naam van de soort is voor het eerst geldig gepubliceerd in 2002 door Britto, Lima & Moreira.